# PRIDE (森川美穂の曲)
「PRIDE」（プライド）は森川美穂の7thシングル。1987年10月1日にVAPから発売された。

## 内容
- ミノルタカメラ（現・コニカミノルタホールディングス）『マックデュアル』CMソング。
- 当初サビ部分の歌詞は「Proudly 抱きしめてね」だったが、森川の意向で「Proudly 抱きしめたい」に変更された。1996年発売ベスト・アルバム『HER-Best 1985-1989』ライナーノーツにて本人が述懐。
- 2010年ベルウッド・レコードから発売されたアルバム『glad』に21st century ver.として収録された。

## 収録曲
1. PRIDE [3:56]
作詞：佐藤純子　作曲：大内義昭　編曲：小林信吾
  - ミノルタカメラ（現・コニカミノルタホールディングス）CMソング
2. 少年の瞳 [4:30]
作詞：森川美穂　作曲：佐藤健　編曲：瀬尾一三

## 収録アルバム
- Nude Voice (#1)
- Time-ize (#1,2)
- HER-Best 1985-1989 (#1)
- Nude Voice+2 (#1)